# Stygiodrina maurella
Stygiodrina maurella är en fjärilsart som beskrevs av Otto Staudinger 1888. Stygiodrina maurella ingår i släktet Stygiodrina och familjen nattflyn. Inga underarter finns listade i Catalogue of Life.